# Nelson Rivas
Nelson Enrique Lopez Rivas, född 25 mars 1983 i Pradera, är en colombiansk fotbollsspelare, som spelar i den colombianska klubben Depor FC.